# Milan Máčal
Milan Máčal (* 9. května 1949) je bývalý slovenský fotbalový brankář.

## Fotbalová kariéra
V československé lize hrál za Inter Bratislava. Později hrál nižší soutěž za SH Senica.

## Ligová bilance
| Ročník                                   | Zápasy | Góly | Minuty | Nuly | Klub             |
| ---------------------------------------- | ------ | ---- | ------ | ---- | ---------------- |
| 1. československá fotbalová liga 1971/72 | 12     | 0    | 929    | 2    | Inter Bratislava |
| CELKEM                                   | 12     | 0    | 929    | 2    |                  |